# 熱情光譜/若淚水消失
《熱情光譜/若淚水消失》（日语：熱情のスペクトラム/涙がきえるなら）是日本樂團生物股長的第28張單曲，於2014年10月15日由Epic Records Japan Inc.發售。

## 概要
本張單曲為生物股長2014年的第二張單曲，距前作「停不住的情歌」約三個月發行，是繼2011年發行的第二十張單曲「開心大笑/NEW WORLD MUSIC」後相隔八張單曲，再次出現的雙A面單曲。初回盤有鈴木央畫的『七原罪』的貼紙，且封入生物卡042。

## 歌曲
- 熱情光譜：電視動畫『七大罪』OP（2014年10月5日- 12月21日放送）。為「螢之光」以來約五年半再次動畫tie up，是生物股長繼2007年『振臂高揮』的OP「青春線 」以來七年再次與MBS系的動畫主題曲合作。
- 若淚水消失：TBS系報導節目『NEWS23』主題曲。作詞是吉岡和山下，作曲是吉岡和水野，是三人首次合作的歌曲。音樂錄影帶預定在2014年11月14日前面向大眾公開徵集製作。『NEWS23』在開場、廣告前展示贊助商的部分被改編為輕快節奏的鋼琴版，結尾部分使用的是原始版本。

## 歌曲列表
| CD   | CD                        | CD                | CD                | CD                    | CD   |
| 曲序 | 曲目                      |                   | 作曲              | 编曲                  | 时长 |
| ---- | ------------------------- | ----------------- | ----------------- | --------------------- | ---- |
| 1.   | 熱情光譜                  | 水野良樹          | 水野良樹          | 近藤隆史 田中ユウスケ | 3:43 |
| 2.   | 若淚水消失                | 吉岡聖恵 山下穂尊 | 吉岡聖恵 水野良樹 | 亀田誠治              | 4:28 |
| 3.   | 熱情光譜 -instrumental-   | －                | －                | －                    |      |
| 4.   | 若淚水消失 -instrumental- | －                | －                | －                    |      |

## 收錄專輯
- FUN! FUN! FANFARE!（#1・#2）
- 超級生物百科～十年紀念BEST選輯～ (#1・#2)

## 外部連結
- Sony Music上的介绍页 （页面存档备份，存于） （日語）